# Zenica
Zenica je grad u Bosni i Hercegovini i središte jedne od dvanaest općina Zeničko-dobojske županije, u središnjem dijelu Bosne i Hercegovine.

## Službena obilježja
Grad (bivša općina) Zenica ima grb i zastavu, koji su također službeni i za grad. Grb je četvrtasto polje s polukružnom osnovom uokvireno dvjema linijama, čiji su debljina i međuprostor jednaki
Grb sadrži šest elemenata koji su prikazani linijama crne boje iste debljine. Lijevom stranom, prateći okvir polja grba, proteže se kontura rijeke Bosne, koju u donjem dijelu sijeku dvije horizontalne linije – simbol komunikacije. U preostalom dijelu polja grba prikazana su četiri simbola kružne forme koji predstavljaju (slijeva nadesno, odozgo ka dolje) simbol Vranduka – sjeverne kapije grada i općine, jedan od šest križeva s ploče bana Kulina, ujedno i simbol kršćanstva, polumjesec – simbol islama i osmanlijskog perioda i ukršteni čekići – simbol rudarstva i teške industrije, a indirektno i simbol austro-ugarskog perioda.
Polje grba je obojeno žutom i zelenom bojom. Žuta boja pokriva polje do nivoa gornja dva kružna elementa, a zelena boja preostali dio polja. Polumjesec u donjem dijelu je također ispunjen žuto. Kontura rijeke je bijela. Zastava općine Zenica je bijele boje. Odnos širine i dužine zastave je 1:2. Zastava se u svim varijantama koristi u uspravnom položaju. Na sredini zastave nalazi se grb položen uspravno po dužini zastave. Širina grba zauzimala je nekad 2/3 širine zastave.
Uvjeti i način uporabe grba i zastave Grada Zenica propisuju se posebnom odlukom Vijeća.

## Zemljopis
Nalazi se u središtu Zeničkog polja, kroz nju protječe rijeka Bosna, u Sarajevsko-zeničkoj kotlini, na prosječnoj nadmorskoj visini od 350 metara. Okružena je planinama, brežuljcima i kanjonima. Na istoku su Klopačke stijene i Smetovi, na zapadnoj Zmajevac, Golubak, Volovska glava i Vučjak i dalje na jugozapad Kuber, na sjevernoj Lisac, Vepar, Vrandučki kanjon i Vrandučka sutjeska (dužina 35 kilometara – relativna visina do 700 metra), a na južnoj – Krčke stijene, Janjićki vrh, Zvečaj i Lašvanska sutjeska dužine od 15 kilometara. Kroz općinu i grad protječu rijeke:  Bosna, Babina rijeka, Kočeva i Lašva. Tok rijeke Bosne na području općine Zenica ima dužinu od oko 32 kilometra.
Urbani (gradski) dio Zenice čine sljedeća naselja – urbane cjeline:
- Jalija
- Odmut
- Meokušnice
- Londža
- Pišće
- Blatuša
- Crkvice
- Staro Radakovo
- Novo Radakovo
- Sejmen
- Stara čaršija (oko Sultan-Ahmedove džamije)
- Nova Zenica
- Lukovo Polje

## Ime
O imenu postoji nekoliko teorija. Prema predaji ime je dobio po zjenici oka. 
Legenda o imenu nastala je vezano uz teška vremena srednjovjekovne bosanske države i naroda ovih prostora, na pad Bosne pod Turke 1463. godine. U narodu ostala je legenda da je dobila ime po riječima kraljice Katarine, koje je izgovorila odlazeći s Bobovca: Osta moja z(j)enica! Zbog položaja u središtu Zeničkog polja grad doista asocira na zjenicu oka.

## Stanovništvo

### Popisi 1971. – 1991.
| Stanovništvo Općine Zenica |                  |                  |                  |
| godina popisa              | 1991.            | 1981.            | 1971.            |
| Muslimani                  | 80.359 (55,22 %) | 66.930 (50,42 %) | 61.204 (54,42 %) |
| Hrvati                     | 22.510 (15,46 %) | 23.595 (17,77 %) | 24.658 (21,92 %) |
| Srbi                       | 22.433 (15,41 %) | 21.204 (15,97 %) | 21.875 (19,45 %) |
| Jugoslaveni                | 15.654 (10,75 %) | 16.410 (12,36 %) | 2133 (1,89 %)    |
| ostali i nepoznato         | 4561 (3,13 %)    | 4594 (3,46 %)    | 2577 (2,29 %)    |
| ukupno                     | 145.517          | 132.733          | 112.447          |

#### Zenica (naseljeno mjesto), nacionalni sastav
| Zenica             |                  |                  |                  |
| godina popisa      | 1991.            | 1981.            | 1971.            |
| Muslimani          | 43.154 (44,93 %) | 22.146 (34,83 %) | 21.365 (41,67 %) |
| Srbi               | 18.312 (19,06 %) | 12.728 (20,02 %) | 12.779 (24,92 %) |
| Hrvati             | 15.809 (16,46 %) | 11.716 (18,43 %) | 13.250 (25,84 %) |
| Jugoslaveni        | 14.703 (15,31 %) | 14.437 (22,71 %) | 1945 (3,79 %)    |
| ostali i nepoznato | 4049 (4,21 %)    | 2542 (3,99 %)    | 1924 (3,75 %)    |
| ukupno             | 96.027           | 63.569           | 51.263           |

### Popis 2013.
| Stanovništvo Grada Zenice |                  |
| godina popisa             | 2013.            |
| Bošnjaci                  | 92.988 (84,03 %) |
| Hrvati                    | 8279 (7,48 %)    |
| Srbi                      | 2409 (2,18 %)    |
| ostali i nepoznato        | 6987 (6,31 %)    |
| ukupno                    | 110.663          |

| Zenica – naseljeno mjesto |                  |
| godina popisa             | 2013.            |
| Bošnjaci                  | 55.239 (78,29 %) |
| Hrvati                    | 6746 (9,56 %)    |
| Srbi                      | 2296 (3,25 %)    |
| ostali i nepoznato        | 6272 (8,89 %)    |
| ukupno                    | 70.553           |

## Naseljena mjesta
Grad Zenicu sačinjavaju sljedeća naseljena mjesta:
Arnauti, 
Banloz, 
Bijele Vode, 
Bistrica, 
Bistrica Gornja, 
Briznik, 
Bukovica, 
Dobriljevo, 
Donja Vraca, 
Donji Čajdraš, 
Drugavci, 
Dusina, 
Gladovići, 
Gorica, 
Gornja Gračanica, 
Gornja Višnjica, 
Gornja Vraca, 
Gornja Zenica, 
Gornji Čajdraš, 
Gradina, 
Gradišće, 
Grm, 
Gumanci, 
Janjac, 
Janjički Vrh, 
Janjići, 
Jasika, 
Jastrebac, 
Jezera, 
Jurjevići, 
Kasapovići, 
Klopački Vrh, 
Kolići, 
Koprivna, 
Kovačići, 
Kovanići, 
Kozarci, 
Kula, 
Lašva, 
Lijeske, 
Lokvine, 
Loznik, 
Ljubetovo, 
Mošćanica, 
Mutnica, 
Nemila, 
Novo Selo, 
Obrenovci, 
Orahovica, 
Osojnica, 
Osredak, 
Palinovići, 
Pepelari, 
Peševići, 
Plahovići, 
Plavčići, 
Poca, 
Pojske, 
Ponihovo, 
Ponirak, 
Puhovac, 
Putovičko Polje, 
Putovići, 
Radinovići, 
Sebuja, 
Smajići, 
Starina, 
Stranjani , 
Sviće, 
Šerići, 
Šiblići, 
Tišina, 
Topčić Polje, 
Trešnjeva Glava, 
Vranduk, 
Vranovići, 
Vražale, 
Vrhpolje, 
Vukotići, 
Zahići,
Zenica i
Živkovići.
Naseljeno mjesto Jezera ranije su pripadala općini Teslić koje je poslije potpisivanja Daytonskog mirovnog sporazuma ušlo u sastav općine Zenica, a naselje Blatnica je u općini Teslić (Republika Srpska). 
Na popisima 1971. i 1981. godine, postojala su i naseljena mjesta: Babići, Čekote, Dolac, Dolipolje, Donja Gračanica, Drinjani, Drivuša, Dvor, Gnusi, Gojakovac, Jagodići, Jelina, Jezero, Jokovići, Klopče, Konjevići, Kopilo, Kovačevići, Krivići, Lađice, Miklići, Mrgodići, Mulići, Orahovičko Polje, Pečuj, Perin Han, Podbrežje, Poratje, Potok, Pridražići, Rajčevići, Raspotočje, Rebrovac, Ričice, Rijeka, Sidica, Spahići, Šušanj, Tuganja, Urije, Varda, Visokovci, Vjetrenice, Vrselje i Vukovići. Ova naselja su na popisu 1991. godine ukinuta i pripojena drugim naseljenim mjestima.

## Povijest

### Prapovijest
Najstariji nalazi u zeničkom kraju datiraju iz razdoblja od 3000. do 2000. godine pr. Kr., a pronađeni su na lokalitetima Drivuše i Gradišća. Mlađi nalazi su iz metalnog doba u Orahovičkom potoku kod Nemile, Gračanici, Ravni i drugim mjestima. Iskopane su metalne sjekire, strelice, ukrasne fibule te ostatci keramike.
Iliri u ove krajeve dolaze na prijelazu iz brončanog u željezno doba (od 6. do 5. st. pr. Kr.). Poznate su njihove obrambene građevine gradine.
Urbani dio današnje Zenice formirao se već u mlađem kamenom dobu – neolitiku te napose kasnije u vrijeme Ilira o čemu nam danas svjedoče toponimi njihovih gradina Gradišće, Gračanica, Gradac. Tako je i kraljevski grad Vranduk vjerojatno postojao i u vrijeme Ilira pod nazivom Arduba. 
Postojala je dvojba o nazočnosti ilirskog plemena Desitijata u zeničkom kraju. Rješenje su neizravni dokazi iz toponomastičke građe kao poput toponim gradina koji je preživio do danas u imenima naselja Gradac, Gradišće i Gračanica.

### Stari vijek
Rimljani su ove krajeve osvajali od konca 3. st. pr. Kr. Batonov ustanak od 6. do 9. zahvatio je ove krajeve. Rimljani su vladali sve do konca 4. stoljeća po Kr. Rimska vlast nije uklonila naselja u ilirskim gradinama.
Svoj vrhunac današnji prostor Zenice dostiže u prvih šest stoljeća nakon Krista kad se na području današnje Zenice nalazi, uz Bistua Vetus (selo Varvara u Rami) i Delminium (Duvanjsko Polje), jedan od tri najznačajnija municipija i središta kršćanskih biskupija u Bosni: Bistua Nuova – sjedište Bistuenske biskupije, sjedište rimskog kršćanstva na području Bosne sve do doseljavanja Slavena.  O važnosti Bistua Nuove svjedoči nam i podatak da je njezin biskup Andrija (Andreas) sudjelovao i bio potpisnikom solinskih sinoda 530. i 533. godine.  Iz antičke Bistua Nuove spomenici su antički nadgrobni spomenici, ostatci starokršćanske bazilike i dr. U naseljima Odmut, Putovići i Tišina arheolozi su našli nalaze, važnošću se ističu epigrafi, koji su ih naveli da je Bistua Nuova bila na području Zenice. Nije isključeno da je Bistua Nuova bila na mjestu današnje Zenice.
Kroz Bistua Nuovu vodila je važna prometnica ka Saloni (Solin), Argentariumu (Srebrenica) i Sirmiumu (Srijemska Mitrovica).
Barbarske provale sa sjevera prekinule su civilizacijski kontinuitet i nakratko su natjeralo kršćanstvo s ovih prostora na uzmak. U provalama početkom 7. stoljeća razorena je Bistua Nuova sa svojom bazilikom. S uzmakom kršćanstva slijedi četiri stoljeća praznine u vrelima.
Vjeruje se da su barbarske najezde uništile velik dio antičke baštine. Prošli su ovuda Goti, Avari i Hrvati. Nakon njihovih provala trebalo je gotovo stoljeće da se formira prva hrvatska države.

### Srednji vijek
Tek s 11. stoljećem pojavljuju se važniji podatci o ovim krajevima, zanimljivih povijesnoj znanosti. U ovim vremenima život u dolini u svezi je s gradom Vrandukom i sjedištem poglavara bosanskih krstjana u Janjićima. Zenički kraj je mjestom iznimno bitna događaja za srednjovjekovnu bosansku povijest. 
1203. spominje se naselje Bilino. 
Dana 8. travnja 1203. na Bilinu polju zbio se čin abjuracije. Predstavnici bosanske vlastele na čelu s banom Kulinom javno su se odrekli krivovjerja pred papinim legatom kardinalom Ivanom de Casamarisom. Iz Kulinova vremena potječe ploča velikog sudca Gradiše, koja je prva važnija potvrda postojanja institucije sudstva u Bosanskoj Banovini. Pronađena je u Podbrežju. 1244. spominje se župa Brod kojoj pripada Bilino. Jezgra srednjovjekovne bosanske države bila je u Sarajevsko-zeničkoj kotlini, istočno od Zenice. U vrelima se zenički kraj spominje pod imenom Bored ili Brod, što je u svezi s mjestom prijelaza preko rijeke Bosne. S tim su u svezi toponimi Velika i Mala Broda kod Zenice. Također je danas je kod naselje Klopča mjesto Brod, što znači da je tu nekad bio prijelaz preko rijeke, brod.
Prvi spomen imena Zenice je u spisima hrvatske državice Dubrovačke Republike 20. ožujka 1436. godine, a koja je u svezi s provalom turskog vojvode Baraka oko Podvisokog i Zenice. Osmansko Carstvo okupiralo je Zenicu 1463. godine. Da bi opstruirali pokušaje Hrvatsko-Ugarske u vraćanju zemalja koje su Osmanlije netom osvojile, Osmanlije su osnovali marionetsku državicu Bosansko Kraljevstvo, koje se prostiralo od Lašve na jugu do prostora Jajačke i Srebreničke banovine na sjeveru, a čije je sjedište bilo ovdje, u Vranduku. Državicu su ukinuli 1476. godine. Iako je bila bila sjedište nahije (imena Brod koje je zadržala od imena župe),  i u popisima 1485. i 1489. spomenuta kao trg, ovdje je poslije osnovana Vrandučka kapetanija, bila je neznatne važnosti tijekom osmanske vladavine. Osmanlije su podigle vjerske objekte i gospodarske objekte te je u 17. stoljeću bila potpuno oblikovana kasaba.
Osmanlijskom okupacijom otpočinje islamizacija lokalnog stanovništva. Biskup Marijan Maravić u izvješću iz 1650. godine ne navodi niti jednu katoličku obitelj u Zenici. Mnogi katolici su zbog političke situacije i progona pobjegli u Dalmaciju. Koncem 17. stoljeća imala je oko 330 kuća, što ju je činilo u gradove srednje veličine u Bosni. 1697. godine habsburški princ Eugen Savojski poduzeo je pohod na Bosnu. Zenica je potpuno spaljena. Prema predaji samo su tri kuće preživjele. Mnoštvo uglednih Zeničana je ubijeno. Zbog dolaska zime, austrijska se vojska vratila u Osijek. S austrijskom se vojskom Bosnu napustilo oko 40.000 katolika koji su se naselili u opustošenoj Slavoniji nakon protjerivanja Turaka. Spaljeni grad i gubitak poduzetnih katolika bio je težak udarac od kojeg se Zenica dugo oporavljala.
Velika epidemija kuge izbila je koncem 18. stoljeća u Dalmaciji. Uz to je također u tim krajevima vladala neimaština pa je uslijedilo veliko povratno doseljavanje katoličkih Hrvata iz Dalmacije u plodnu Središnju Bosnu. Većinom su se naselili u krajevima oko Travnika i Zenice. U Zenicu je tada doselilo stotinjak obitelji iz Dalmacije. Doseljenici su u jednu ruku povratnici, jer su to bili potomci onih iseljenika koji su prethodno zbog političke situacije i progona bili odselili u Dalmaciju. U tom razdoblju doselili su i Sefardi.
Doseljene povratničke obitelji Hrvata kupovali su plodnu zemlju od lokalnog stanovništva i prednjačili su u produktivnosti.[nedostaje izvor] Zbog ekonomskog stanja iz Dalmacije doseljenih potomaka prognanih katoličkih Hrvata i naglog brojčanog porasta grada Zenice, Zenicu se nazivalo Malom Dalmacijom.
Zbog nagla porasta broja katolika javila se potreba i za redovitom pastorizacijom u zeničkom kraju. Župa Zenica nastala je odvajanjem od gučogorske župe god. 1836. kao mjesna kapelanija i od tada se vode matične knjige. Prvotno sijelo župe bilo je u izrazito katoličkom selu Crkvicama. Do 1840. godine kapelanija Zenica potpadala je pod župu Dolac. Osnutkom samostalne župe u Gučoj Gori, zenička je kapelanija pripala Gučogorskoj župi. Župom je Zenica formalno proglašena 1858. godine, a sjedište je bilo u Crkvici sve do 1870. godine. Prvotna župna crkva u Zenici izgrađena je 1870. god. na mjestu današnje crkve sv. Josipa, koja je tada bila posvećena sv. Iliji. Sjedište župe je ostalo u Popovoj bašti sve do 1910. godine. 1875. godine sijelo župe preneseno je u Gornju Zenicu. U svoj pastoralni rad franjevci su pod konac osmanskog perioda uključili i prosvjetni. Tako su i u Zenici god. 1875. otvorili pučku školu. Crkvice su 1876. postala neovisna župa. Zenička župa imala je 1877. god. 1.386 vjernika.
Pred kraj osmanske uprave u Zenicu su se doselili Židovi.

### Austro-Ugarska
Berlinskim kongresom 1878. godine, Austro-Ugarska je dobila mandat zaposjesti BiH. Lokalni muslimani su se odupirali. Smatra se da su u zeničkoj kući hadži-Mazića pregovarali predstavnik osmanske vlasti u bosanskom vilajetu Hafiz-paša i zapovjednik austro-ugarskih snaga generala Filipovića – o uvjetima prestanka sukoba.  
S dolaskom Austro-Ugarske i slobodom za kršćane, Zenica je naglo napredovala. Mrtvi prirodni kapitali su aktivirani. Prirodna bogatstva u okolici grada se eksploatiraju. Već sljedeće godine po oslobađanju od Osmanlija, srpnja.  1879. počelo se s gradnjom uskotračne željezničke pruge Brod – Sarajevo. Gradnja je dovršena 1882. i dotad izolirana Zenica prometno se spojila sa svijetom i stekla neusporedivo bolji prometni položaj. 
Na popisu 1879. godine imala je 438 kuća i oko 2000 stanovnika. 1000 su bili muslimani, 100 katolici, 200 pravoslavci, 50 židovi. Rudnik smeđeg ugljena otvorila je Zemaljska uprava za BiH svibnja 1880. godine, prvi rudokop ugljena u BiH. Pruga od Zenice do Sarajeva izgrađena je 1882. godine. Prije izgradnje svoje crkve, zenički pravoslavci su molitve obavljali u staroj brvnari na mjestu današnjeg kina u centru grada. Godine 1883. počela je za vrijeme dok je paroh bio Stevan Savić gradnja pravoslavne crkve Rođenja Presvete Bogorodice u Zenici. Tijekom dvogodišnje gradnje crkve umro je, ali su stanovnici nastavili gradnju te je crkva osveštena 1885. godine. Iste je godine zatvorena ta molitvena brvnara. 1885. izgrađena je tvornica  za proizvodnju ambalažnog papira inozemnim privatnim kapitalom bečkog industrijalca Eduarda Muslija a državnim novcem državna škola. 1885. je sagrađen prvi vodovod. U više faza počevši od 1886. do 1904. građen je Središnji kazneni zavod za Bosnu i Hercegovinu. 1892. je osnovana Željezara Zenica. Godine 1892. je na području Zenice arheološkim iskapanjima, koja je obavio Ćiro Truhelka zeničkom naselju Bilimišće, otkrivena bazilika iz rimskog doba. Ova građevina je napravljena kao dvojna bazilika (basilica gemina) što je prava rijetkost među dosad poznatim kršćanskim crkvama. Rijetkost ove građevine potvrđuje i činjenica da su do danas poznate samo još dvije takve crkve, ona sv. Ulricha i Afre u Augsburgu i crkva sv. Stošije u Zadru. Otkrićem ove bazilike rasvijetljene su mnoge nejasnoće, posebno ona o lociranju rimskog municipija Bistua Nuova. Arheološka istraživanja otkrila su bazilike, odnosno identične crkve koje stoje jedna uz drugu. Prema dosadašnjim nalazima poznato je da je jedna služila kao župna, a druga kao stolna crkva. U crkvi su nađena i dva epigrafska natpisa od kojih je jedan značajan za rasvjetljavanje lokaliteta Bistue. Natpis DEC. MUN. BIS. govori u prilog pretpostavci da se na području današnjeg grada Zenice može locirati središte rimskog municipija i ranokršćanske biskupije. Nasuprot Bilimišća, na lijevoj strani rijeke Bosne, u zeničkom naselju Odmutu pronađeni su tragovi stare rimske kaldrme odnosno vio munita. 1892. godine je Zenica u časopisu Bosanska vila prikazana kao naselje koje je cijelo na lijevoj obali Bosne u plodnoj ravnici. Prelaskom preko drvenog mosta dolazilo se na drugu stranu rijeke u muslimansku mahalu Bilimišće. Na istočnoj obali Bosne prostirala su se sela od istoka prema sjeveru: Crkvica, Radakovo, Novo selo, Sviće, Ričice, Pečuj, Gračanica i brdo Vepar. Od istoka prema jugu bili su Janjićki vrh, Drivuša, Gnusi, Raspotočke, Zvečaj, selo Gornja Zenica, brdo Vučijak, Uzunove stijene, Golubak, Staro groblje (srpsko) i Tromić. Sa zapada brdo Vaganj, selo Pobrže, Gradišće i planina Lisac. Na istoku je selo Klopče, brdo Klopačke stijene, Vragačke stijene i brdo Osječenik.
Na popisu 1895. godine broj se stanovnika udvostručio u odnosu na 1879. i bilo je oko 4200 stanovnika i 765 kuća. Dolazak zapadne kršćanske civilizacije donio je poboljšane komunikacije i podizanje industrije što je razvilo Zenicu i promijenilo joj izgled iz zaostale orijentalne kasabe u moderan zapadni gradić. 
1904. uveden je telefon, uskoro je izgrađen i suvremeni vodovod, što je bitno poboljšalo higijensko-sanitarne životne uvjete. 1908. godine je izgrađena električna centrala koja je omogućila uvođenje električne javne rasvjete. 1904. godine Vlada je odobrila Srbima u Zenici osnovati pjevačko društvo Dečanski.
1909. – 10. izgrađena je sadašnja župna crkva po projektu Josipa Vancaša. Sjedište zeničke rimokatoličke župe premješteno je u središte grada 1910. godine, a iste je godine izgrađena sadašnja župna kuća 1910. godine.
Bila je sjedište kotara u Travničkom okrugu. 1910. je otvorena druga državna škola u Zenici. U austro-ugarskom vremenu djelovale su i konfesionalne škole, po jedna pri katoličkoj i pravoslavnoj crkvi, te tri mekteba, medresa i ruždija. Osnovana su i kulturna društva zasnovana na strogo nacionalno-vjeroispovjednoj osnovi: Hrvatsko pjevačko društvo, Zvečaj, Češka beseda i druga. Također su osnovana društva općeg karaktera kao vatrogasna, lovačka, planinarska i druga. 1910. godine Zenica je dobila svoje prvo kino. Zvalo se Helios. Na popisu 1910. godine u Zenici je bilo oko 1000 kuća i preko 7000 stanovnika. 3000 su bili muslimani, katolika je bilo 2800, pravoslavaca 1000, židovi 300. Bilo je mnoštvo ljudi iz drugih krajeva Monarhije, posebice iz Austrije, Mađarske i Češke, čiji je broj teško utvrdiv. Novi vodovod sagrađen je između 1910. i 1911. godine.

### Kraljevina Jugoslavija
U Kraljevini SHS sjedište kotara u Travničkom okrugu do 1922. godine, pa dijelom Travničke oblasti (1922. – 29.) i Drinske banovine (1929. – 1941.). 
BiH je dosta stagnirala politički, gospodarstveno i u društvenom životu. Velika svjetska kriza produljila je agoniju. Na popisu 1931. Zenica je imala 9078 stanovnika (4086 ili 36,2 % muslimana, 3243 ili 24,3 % katolika, 1399 ili 18,2 % pravoslavnih, 102 ili 0,5 % protestanti itd.), zenički kotar 35.883 stanovnika. 
Oporavkom od rata i epidemija, broj stanovnika naglo je porastao u prostranoj zeničkoj župi. Ukazala se potreba za osnutkom nove župe. Župa sv. Ilije obuhvaćala je cijelu lijevu stranu rijeke Bosne, od ušća Lašve na jugu do Nemile na sjeveru. Puk nije isprve razmišljao o osnutku nove župe nego o restauraciji stare crkve u kojoj bi se makar jednom mjesečno slavila sveta misa, čime bi se način sačuvala svetost mjesta, ali isto tako i uspomena na tešku prošlost. Poslali su zamolbe u Sarajevo, na što je ordinarijat naložio župniku u Crkvici preslušati molitelje i ispitati opravdanost zahtjeva. Rezultat je bio da je nadbiskup Ivan Šarić 31. listopada 1935. godine osnovao župu Gornja Zenica sa sjedištem uz staru crkvu. Župa je stavljena pod nebesku zaštitu svetoga Josipa. Tako se Gornja Zenica izdvojila iz župe Zenica i postala neovisna župa. Zenička župa imala je 1935. god. 5.700 vjernika. Izbor sv. Josipa kao zaštitnika je što se zadnja misa u staroj crkvi slavila na svetkovinu sv. Josipa 1910. godine. Drugi je bio što je bilo logično da Zenica kao radnički grad, s novom župom čiji su stanovnici većinom radnici stavi pod zaštitu sv. Josipa radnika. Nakon 25 godina, 10. listopada 1935. godine u staroj je crkvi služena prva misa. Stara je crkva bila trošna, s tek dobro očuvanim zidovima. Prvi župnik Milivoj Čekada, svjestan pastoralnih potreba mlade i vitalne župe odustao je od preinake i adaptacije te nije obnovio staru, nego na temeljima stare iz 1870. godine 1939. godine izgradio novu crkvu sv. Josipa. Filijalna crkva ove župe je u Drivuši. 
Pred rat je gospodarski život živnuo ulaganjem u zeničku željezaru, najveće poduzeće u državi s više od 4000 radnika. Pojavila su se i nova kulturno-prosvjetna društva, sokolske organizacije, prve novine, tjedne i mjesečne tiskovine, politički listovi, domaći intelektualci školovani i obrazovani u inozemstvu a koji su djelovali u Zenici: fra Ljubo Hrgić, Jakov Ozmo, Derviš Imamović, Nedjeljko Radić, Abdul-Aziz Asko Borić. Djelovala su športska društva Osman Đikić, Građanski, Željezara i Đerzelez.

### Drugi svjetski rat
U drugome svjetskom ratu dijelom je NDH od 1941. do 1944. godine.
14. njemačka oklopna divizija je sredinom travnja 1941. godine bez otpora ušla u Zenicu. Uskoro je organizirana vlast NDH. Bila je sjedište kotara u okviru velike župe Lašve i Glaža. Treći Reich je cijelo vrijeme uz regularne postrojbe imao i obavještajnu službu. Pokret otpora bio je aktivan u Zenici. Najviše pristaša imao je u području Tetova i Gradišća. Brojni pripadnici i pristaše partizana mučeni su i ubijeni u zeničkoj kaznionici i bivšem Sokolskom domu. Židovi su bili proganjani i od predratnih 172 Židova samo je njih pet preživjelo rat, među njima poznati liječnik Adolf Goldberger. Zenički Srbi su masovno bili u rojalističkoj vojsci Kraljevine Jugoslavije i držali su nadzornu točku na Drvenom mostu / Bojin vir. U Zenici je tijekom rata gradonačelnik bio Ismet Salčinović, od 1941. do 1945. godine. Pripadao skupini disidenata JMO odnosno mjesnih prvaka Hadžićeve muslimanske organizacije postavljenih na visoke dužnosti. Grad Zenica nije imao velikih razaranja. Svibnja 1942. u Zenici potpisana Rezolucija zeničkih muslimana.  U obližnjim Šerićima formirane su muslimanske milicije, Doglodima, Babinu. 1943. godine crkva sv. Josipa dobila je zvono. U selu Šerićima kolovoza 1943. boravili su Tito i njegove postrojbe. U noći 11. na 12. travnja 1945. godine snage Titovih partizana zauzele su grad.

### Titova Jugoslavija
Poslije rata u NR BiH odnosno SR BiH. 
Na popisu iz 1948. imala je 15.550 stanovnika, a kotar 35.390. 1950. osnovano je Narodno kazalište. Željezara je znatno proširila kapacitete pa je grad postao jedno od najvećih središta crne metalurgije u cijeloj Jugoslaviji.  Željezara Zenica je i dalje bila glavni simbol grada. Od brojnih proširenja postala je i jedna od najvećih u Europi. Privredni polet je doveo i do ogromnog porasta broja stanovnika, što je iziskivalo nova ulaganja u gradsku infrastrukturu, izgradnju velikih stambenih blokova, proširenje i unaprjeđenje komunalnog sustava, razvoj prometa itd., što je pogodovalo stvaranju slike Zenice kao sivog radničkog grada. 1961. osnovan je metalurgijski fakultet a nešto prije iste godine Metalurški institut. 24. siječnja 1963. izmjerena je najniža temperatura u Zenici ikad: −23,9 Celzijevih stupnjeva. Od 1967. u župi sv. Josipa Radnika djeluju sestre uršulinke koje u krugu crkve sv. Josipa imaju svoj samostan. 1970-ih je bilo zlatno razdoblje zeničkog nogometa, kad se Čelik natjecao u Europi, a izgrađen je i novi stadion, onda jedan od najljepših u BiH, koji je danas dom bh. reprezentacije. Od sredine 1970-ih razvio se ragbi i zenički Čelik bio je višestruki prvak Jugoslavije 1980-ih. Danas je ragbijaški savez jedini državni športski savez koji se nalazi izvan Sarajeva, čije je sjedište u Zenici.
Zenička župa sv. Ilije Proroka imala je 1974. 6.500 vjernika.
1977. osnovan je strojarski fakultet. Narodno kazalište uselilo je u novu zgradu 1978. godine. Komorni simfonijski orkestar Zenica je dobila 1989. godine. Zenička župa sv. Ilije Proroka imala je 1991. 5.500 vjernika.
Župa sv. Josipa Radnika brojila je prije Domovinskog rata oko 8000 vjernika.
Na demokratskim izborima u BiH srpski SDS je u Zenici osvojio 15 posto, a u vlasti je dobio 33 posto. Srpski političari koji su ratnohuškački djelovali na Srbe i organizirali oružja Srbima u Zenici, nakon izbijanja borbi Srbe su ostavili i otišli u brda ili druge gradove. Neki visokopozicionirani Srbi u SDS-u ostali su u Zenici. Predratni dekan fakulteta Sreto Tomašević ostao je, a poslije rata bio je ministar obrazovanja u Zeničko-dobojskoj županiji, zatim potpredsjednik opštine Krsto Buha, predsjednik kluba poslanika SDS-a u bh. republičkom parlamentu s početka rata Dušan Urošević, odbornik IO općine Milenko Duronjić. Srbi su bili brojni u radničkim četvrtima poput Jalije. Drugi su napustili grad, kao predsjednica SDS-a Zenica Slobodanka Hrvaćanin.

### Rat u BiH
Uoči agresije na BiH zenički Srbi poslali su djecu i supruge izvan, dok ne prođe sasvim izvjesni rat. Zbog odvojenosti od djece i supruga, nakon par godina i muškarci su pošli za njima, jer djeca su bila na teret obiteljima i prijateljima kod kojih su bili smješteni, a dugotrajna odvojenost supružnika nosi posljedice i ugrožava brakove. 
Prvi novac neovisne Bosne i Hercegovine tiskan je u Zenici. Prve vojne smotre Armije Republike Bosne i Hercegovine održane su ovdje. U tijeku rata organiziran je privredni sajam ZEPS.
Službena prva civilna žrtva agresije na BiH u Zenici je mala dvogodišnja Hrvatica Matea Jurić (29. srpnja 1990. – 13. svibnja 1992.), koja je ubijena 13. svibnja 1992. hitcem iz vatrenog oružja za vrijeme blokade tadašnje vojne kasarne JNA u naselju Bilimišće. Danas se tradicionalno u Radakovu organizira skup sjećanja na Mateu Jurić. U ratu u BiH Zenica je bila jedno od središta kampanje u predfazi velikobošnjačke agresije na Hrvate Srednje Bosne. Situacija od lipnja do kolovoza 1992. ukazivala je na krajnje netolerantno muslimansko ponašanje. VOS GS HVO je 22. srpnja 1992. izvijestio o stanju u srednjoj Bosni da je na teritoriji Srednje Bosne došlo do pogoršanja političke situacije koja se ogleda u odnosima između HVO i TO, odnosno muslimanskih snaga. Najviše se to očitovalo u rubnim općinama HB (Kiseljaku, Busovači, Vitezu, Travniku, Novom Travniku, Gornjem Vakufu pa i Bugojnu). Na tim su prostorima bila dva zapovjedništva, no dok se HVO borio i držao bojišnice prema Srbima, muslimanska TO je bježala s položaja, paradirala po gradovima, pljačkala i bacala ljagu na HVO. Za uspjehe se neopravdano isticalo TO Zenice, a podcjenjivalo HVO Zenice. Svi zapovjednici TO na prostoru Srednje Bosne bili su pripadnici bivše JNA: u Novom Travniku major Refik Lendo, Travniku H. Ribo, Vitezu R. Dugalić u Busovači H. Bajrić a u Zenici Džemo Merdan. Zenica je bila središte muslimanskih fundamentalističkih snaga, glavno središte za sve radnje na regiji i organizirane kampanje protiv snaga HVO. Fundamentalizam je došao do izražaja, što je izravno pogoršalo situaciju na vojnom planu. Džemo Merdan je glavni u mreži oficira JNA u TO i diktirao je svom situacijom stvarajući netrpeljivost i sukobe između Muslimana i Hrvata. U Zenici su se pripremale i uvježbavale postrojbe za djelovanje protiv postrojbi HVO. Obučavane su u mudžahedinskom stilu (fanatizam) i ljeta 1992. imale su oko 1.500 vojnika a zapovijedao im je Džemo Najetović. Imali su i 21 tenk, a postrojbu im je vodio oficir JNA koji je rušio Gospić E. Burak. Do Sporazuma između država BiH i RH došlo je 23. srpnja 1992. SDA Zenica sprovodila je kampanju protiv Hrvatske zajednice Herceg-Bosne i njenog predsjednika Bobana. U kampanju je uključen i MUP BiH, sredstva javnog priopćavanja BiH, te Press centar Zenica. SAD je u tom razdoblju podržavala sve odluke Predsjedništva i Vlade BiH te inzistirala na jedinstvenim OS BiH i jedinstvenom zapovjedništvu. Premda su načelno podupirali jedinstvenu obranu i protok ljudi, u praksi je sve bilo drukčije. Muslimani su htjeli na području Zenice uspostaviti čisti muslimanski kanton. Potiskivali su Hrvate i Srbe iz tih predjela što je uzrokovalo konfuznost i nesigurnost pučanstva koje je bilo izloženo zlostavljanju, verbalnim uvredama, osobnoj nesigurnosti i slično. Sredstva javnog priopćavanja nisu govorila o tome, nego su iznosila laži da tamošnji teritorijalci štite Srbe i Hrvate i imovinu tih naroda. Sredstva javnog priopćavanja BiH nerado priopćavaju službena stajališta HVO, nedostupni je tisak iz Hrvatske, zanemaruje se hrvatski jezik, kultura i slično. Krizni štab općine Zenica donio je u tom vremenu odluku kojom je Skupština općine Zenica preuzela sva ovlaštenja u svezi poslovanja željezare Zenica i postavljala je Muslimane na rukovodeća radna mjesta u tom poduzeću. Naprotiv, kad je slično htio učiniti HVO u Kaknju, gdje pretežno žive Hrvati, SDA se protivila. Po ocjeni HVO, SDA se služila podvalama i lažima protiv HVO, čime su htjeli prikriti svoje neuspjehe i nesposobnost. Muslimanska politika u Zenici bila je isključiva. Htjeli su napraviti etnički čisti muslimanski kanton, bez Hrvata i Srba. Do 15. srpnja iz Zenice iseljeno je oko 80 % srpskog pučanstva. Većina ih je s obiteljima otišla u područje Posavine i Semberije, gdje su ostavili veliki trag u borbama. Velik broj zeničkih Srba bio je u VRS i MUP RS boreći se na sarajevskom ratištu. Mnogi su pri odlasku prošli kroz Vogošću i dio je ostao. Dio zeničkih Srba napustio je organizirano Zenicu ožujka i travnja 1992., navodno im je pošlo za rukom ponijeti svoju imovinu u cijelosti. Kad su se vratili poslije rata u grad, zatekli su opljačkane stanove. Dio otišlih Srba prvo je rasprodao imovinu pa plaćao ljudima sumnjiva profila za izlazak iz grada, pa dio nikad nije stigao na odredište. Dio je poginuo pretrčavajući između borbenih položaja zaraćenih strana Hatkine Njive u Doboju. Odlasku Srba pridonijela je glad koja je povremeno vladala u Zenici, izrazita omraženost Srba i nemogućnost zapošljavanja. Poslije su organizirano otišli stanovnici iz periurbanih i seoskih dijelova Grada Zenice Perina Hana, Mutnice, Drivuše preko područja pod nadzorom HVO-a. Ljeti i u kasnu zimu 1993. godine dio je Srba organizirano otišao putem Crvenog križa. Masovni odlazak uslijedio je nakon ubojstva prim. dr. Veljka Sladojevića, šefa u Regionalnoj bolnici u Zenici, koji je 25. lipnja 1993. odveden s ulaznih vrata stana. Uskoro je ubijen a zapisnik je napravljen tek 3. srpnja 1993. godine. Najsigurniji i najpouzdaniji kanal za Srbe bio je preko područja pod nadzorom Hrvata, preko Kiseljaka. Dio je zeničkih Srba išao u Republiku Srpsku okolnim putem. Posluživši se bh. putovnicom otišli su preko Hrvatske i Mađarske u Srbiju gdje su dogovorili zamjenu kuća i stanova te s obiteljima se preselili u Republiku Srpsku u kuće i stanove koje su dobili zamjenom.
13. travnja 1993. godine HVO je počinio Masakr u Zenici. Za ovo je pred haaškim sudom bio optužen i naknadno oslobođen optužbi general HVO-a Tihomir Blaškić.[nedostaje izvor]
Iz vojarne TO Zenica pucali su na sela u kojima žive Hrvati, a da se pritom ništa ne poduzima, što je potvrda čišćenja područja Zenice nemuslimanskog stanovništva od strane SDA. Doznalo se za postojanje muslimanskog osnovnog plana koji se sastoji u tom da iz centra preko Visokog presijeku Kiseljak i Fojnicu te istodobnim udarom preko Uskoplja, Novog Travnika i Travnika odsijeku sve dijelove Herceg-Bosne i da zaokruže svoj naum o preuzimanju srednje Bosne u svoju muslimansku džamahiriju – što otvoreno propagiraju kroz Tespih diviziju i Handžar diviziju. Problem je bio i s naoružanim i opremljenim muslimanima (njih oko 500) koji su došli iz Hrvatske sa zadaćom biti u funkciji obrane Jajca, Dobretića i Travnika. Nisu uopće bili na položajima i sustavno su pravili probleme, kao i postrojba od 250 vojnika u Dub-Mehurići koja se otvoreno stavila u funkciju fundamentalizma i uopće nije išla u borbu protiv srpskih četničkih snaga. HVO je unatoč svemu održavao kontakte s Muslimanima i davao inicijativu za zajedničko djelovanje. Zbog svega je HVO opravdano sumnjao u dobre namjere SDA koje u praksi odudaraju od proklamacija. Tu sumnju je potvrdila i dilema HVO glede kontrole Sefera Halilovića, načelnika OS BiH od strane Predsjedništva BiH. Po ocjeni HVO Srednje Bosne legalna vlast BiH tiskanjem bonova bez pokrića svjesno obmanjuje državu i njeno pučanstvo, te na taj način sve više zatvara puteve nabave robe iz Hrvatske. Stoga je HVO zaključio da je neophodno neka poduzeća u Zenici staviti pod kontrolu HVO zbog lakšeg plasmana hrvatske robe, koja bi se prodavala za HRD i devize. Na sve primjedbe od strane HVO, Okružni štab obrane Zenice oglasio se jedino 2. rujna glede "kleveta i glasina protiv Armije BiH i njenih predstavnika Muslimana", te ratnih zločinaca u zapovjedništvima Armije BiH. Glede toga, rečeno je da će se javnost upoznati sa životopisom bivših oficira JNA, te da će se vojna policija, koja se stavila iznad armije i civilnih vlasti, staviti u ustroj vojnih postrojbi. Prema dnevnom izvješću VOS GS HVO Muslimani u BiH su navodno dobili interna upustva da ulaze isključivo u postrojbe TO ili HOS, da bi se borili protiv legalnih civilnih vlasti HVO i pokušali držati što više teritorije pod svojom kontrolom.[17. studenoga 1992. godine na zapovijed Alije Izetbegovića osnovana je 7. muslimanska brigada sa sjedištem u Zenici. Bila je u sastavu Trećeg korpusa ARBIH.[nevjerodostojan izvor]
Početkom rata u grad je pristiglo oko 50.000 prognanika. Već 1. siječnja 1993. muslimanske snage su iz hrvatskog dijela Zenice protjerale Hrvate i odmah se uselili u njihove kuće. Od 18. travnja do 8. lipnja 1993. vodila se bitka između tzv. Armije BiH i HVO. Nakon te bitke muslimansko-bošnjačke snage odvele su u zatočeništvo u zatvor Zenica 520 Hrvata. Hrvati su bili prisiljeni napustiti Zenicu. Ako se nisu odazvali mobilizaciji, sudilo im se i slalo ih u zatvor (70 osoba) ili u Muzičku školu (15 osoba). Na području Zenice djelovalo je nekoliko logora pod vlašću muslimanskih snaga i muslimansko-bošnjačkog vodstva koje si je nelegitimno prisvojilo Vladu BiH. ICRC je potvrdio 6 logora s oko 500 zatočenika ukupno. To su bili KPD (potvrdili UN i ICRC), Muzička škola (potvrdili UN i ICRC), Stadion Bila, Rudnik, Tvornica, Bolnica, Škola i Vojni zatvor. 8. lipnja 1993. koordinirani napad na području Travnik - Zenica izveli su 3. korpus "Armije BiH" pod zapovjedništvom Envera Hadžihasanovića, Sedma Muslimanska brigada pod zapovjedništvom Šerifa Patakovića (u čijem je sastavu bio i odred El Mudžahid), 306. Brdska brigada i 17. Krajiški korpus. U općini Zenica tijekom sukoba Hrvata i muslimana ubijeno je 156 Hrvata (82 zarobljena vojnika HVO-a i 74 civila od čega i troje djece), a protjerano je oko 14.000 Hrvata. Hrvatski i srpski civili bili su zatočeni u više logora, a u zloglasnom zatvoreničkom logoru Muzička škola u Zenici su zarobljeni civili mučeni i ubijani, prema jednoj verziji i srpski i hrvatski, prema drugoj samo Hrvati). Logor Muzička škola bio je jedan od ukupno 331 zatvoreničkog logora muslimanskih snaga na teritoriju BiH (od čega 238 na području srednje Bosne), a za ta zlodjela nikad nitko nije kažnjen. Osumnjičeno je 5 osoba, Tužiteljstvo BiH dobilo je suglasnost da provede postupak, ali nitko nije osuđen. Policija je čak nasilno uklonila i spomen-ploču koju su u znak sjećanja na postojanje tog logora i žrtve, postavili (24.3.2017. godine).[nevjerodostojan izvor]
Zenica je od prvog dana bila mudžahedinska sigurna oaza. U doba njihove strahovlade sprovedeno je nekažnjeno provedeno etničko čišćenje krivovjernih. Od mudžahedina su osim Hrvata i Srba, nastradale i zastrašivane mnoge bošnjačke građanske i sekularne obitelji, naročito muslimani oženjeni osobama druge vjere dok je njihove tragedije AID po naredbi SDA skrivao. Sakib Mahmuljin, zapovjednik Trećeg korpusa u kojem je djelovao odred El Mudžahid a koji je bio pod kontrolom Armije BiH, za čije je monstruozne zločine u Vozući Haški tribunal osudio Rasima Delića, predložen je na sjednici Skupštine Zeničko-dobojske županije za Plaketu počasnog građanina. Zbog ratnih zločina prema Hrvatima i Srbima u Zenici pravomoćnom je presudom na Haaškom tribunalu osuđen ratni zapovjednik 7. muslimanske brigade iz Zenice Amir Kubura u zajedničkom predmetu s Načelnikom generalštaba generalom Enverom Hadžihasanovićem. U svezu s najbrutalnijim zločinima nad Srbima u Zenici i Zavidovićima, a za koje nitko nije odgovarao dovodi se predsjedavajući Predstavničkog doma Šefik Džaferović, zbog svoje ratne prošlosti i osnovane sumnje da je znao, a nije spriječio brojne zločine nad Srbima u Zenici i okolini. Odlukom Predsjedništva RBiH 11. svibnja 1995. godine 7. muslimanskoj brigadi ABIH, kroz koju je prošlo 6.380 boraca iz 60 općina BiH, dodijeljen je počasni naziv “viteška”.

### Poslijeratna BiH
Jeseni 1995. otvoren je KŠC Sv. Pavao. 
Broj vjernika zeničke župe sv. Ilije Proroka se u ratu u BiH 1991. – 1995. gotovo prepolovio. Župu tvore sljedeća naselja: Zenica, Gradišće, Grm, Janjac, Kozarci, Nemila, Podbrežje, Stranjani, Tetovo i Zalje. Danas je u župi 2.868 vjernika. Broj vjernika župe sv. Josipa Radnika drastično se smanjio, pa danas u župi živi oko 2500 vjernika. Ostali su pronašli privremena ili trajna mjesta boravka diljem svijeta, ali pojedini se, ipak, odlučuju za povratak u svoj rodni kraj.
Od 26.400 prijeratnih Hrvata u Zenici, ostalo ih je tek par tisuća Hrvata. Broj Srba još je manji.
Prva domaća međunarodna utakmica bh. nogometne reprezentacije odigrana je na Bilinom polju protiv Albanije.
2000. godine izgrađen je Caritasov višenamjenski centar u župi sv. Josipa, neposredno uz crkvu. Nastavio je karitativnu tradiciju Crkve u Zenici iz ratnog i poratnog razdoblja, a tu su i novi projekti kao pučka kuhinja, Kućna njega, Obiteljsko savjetovalište, razni tečajevi, kao npr. tečaj volonterijata, informatike i dr.
Zeničke katolike, nažalost, posebno hrvatska politička garnitura, ali i vlasti grada Zenice[koji?] – zapostavljaju i ignoriraju.[kada?][nevjerodostojan izvor]
Na području Grada Zenice djeluje pet rimokatoličkih župa.
U njima danas živi oko 6 500 Hrvata-katolika, za razliku od gotovo 25 000 prijeratnih. Broj Hrvata katolike smanjuje se svake godine zbog odumiranja starijeg stanovništva te zbog iseljavanja mladih koji napuštaju rodni grad zbog nedostatka posla.

## Poznate osobe
| - Dejan Lovren – nogometaš - Sandra Bagarić – hrv. sopranistica i TV voditeljica - Elvir Bolić – bh. nog. reprezentativac - Haris Burina – filmski i kazališni glumac - Ljubo Hrgić, franjevac, hrv. književnik iz BiH - Emir Mutapčić – bivši jug. koš. reprezentativac, košarkaški trener - Zoran Savić – bivši jug. koš. reprezentativac - Mensur Bajramović – izbornik BiH koš. reprezentacije - Damir Čičak – bh. karate reprezentativac, višestruki državni prvak i viceprvak svijeta - Danis Tanović – filmski redatelj, dobitnik Oscara - Tarik Filipović – hrv. glumac i hrv. TV voditelj - Elvir Krehmić – najbolji bh. atletičar, bh. rekorder u skoku u vis (2,31) - Žarko Mijatović – filmski i kazališni glumac - Edin Karamazov – glazbenik - Josip Dujmović – novinar - Selim Arnaut – književnik - Mladen Krstajić – nogometaš - Mirsad Hibić – nogometaš - Milivoj Čekada – rimokatolički svećenik | - Ivo Totić – hrv. pjesnik - Jelena Petric – hrv. slikarica - Zlatko Kopljar – hrv. fotograf - Zoran Janković – vaterpolist - Kemal Kapetanović – znanstvenik (po njemu se zove zenički Metalurški institut) - Arif Heralić – radnik Zenice Metalno njegov lik na jugoslavenskoj novčanici - Mladen Nelević – glumac - Billy Agić Show – humorist - Hajrudin Pelesić – slikar - Danijela Vinš – manekenka, bivša Miss Bosne i Hercegovine 2002. - Dinka Delić – manekenka, Miss Jugoslavije 1984. - Goran Jozinović – nogometaš - Branimir Hrgota – šve. nogometaš - Aljoša Buha – glazbenik - Darko Jelčić – glazbenik - Josip Kurevija – hrv. pjesnik i novinar - Emir Dizdarević – šahist - Miroslav Akrapović – glazbeni kritičar - Ahmet Hadžipašić – predsjednik Vlade Federacije BiH 2003. – 2008. - Karolina Miljak – redovnica |

## Spomenici i znamenitosti
Utvrda Vranduk, sinagoga, Hadžimazića kuća, Stara čaršija, medresa, Kameniti most, crkva Rodjenja Presvete Bogorodice, crkva Svetog Ilije, Smetovi, Bistričak, Kamberovića polje, Lamela, Bosansko narodno kazalište, Gradska tržnica, ZEPS, Metalurški institut "Kemal Kapetanović", Željezara "Zenica", Papirna, Rudnik Stara jama, turbe na Musali.
Za vrlo staru Sejmensku džamiju govorilo se da je napravljena od zidina crkvenog kamena iz sela Putovica. Čaršijska džamija (Ejnehan-begova, Begova, Sultan-Ahmedova) u Zenici čest je motiv razglednica Zenice.
Na Smetovima je spomenik Zeničkom partizanskom odredu izgrađen 1968. godine.
U Zenici se nalazi u doba SFRJ zloglasni Kazneno-popravni dom.
Gradska arena Zenica, višenamjenska dvorana, otvorena je 20. ožujka 2009.

## Obrazovanje
U Zenici radi 19 osnovnih i 12 srednjih škola. Između ostalih tu je osnovna glazbena škola, osnovna specijalna školu, te katolički školski centar Sv. Pavao koji ima osnovnu školu i gimnaziju. 
U gradu djeluje 10, dok ostale osnovne škole, od kojih neke imaju i područne – četverorazredne ili osmorazredne škole, rade na prigradskom i seoskom području. U svim školama djeluju i brojne sekcije, neke škole izdaju i školske listove,a izdano je i nekoliko zbirki dječje poezije. 
U Zenici djeluje i Sveučilište u Zenici.

## Kultura
U Gradu djeluju: Kamerni simfonijski orkestar, Bosansko narodno kazalište s Velikom scenom, Malom scenom, Scenom u podrumu i Kabareom, Omladinski zbor, Likovna galerija i Muzej grada Zenice. Pri Bosanskom narodnom kazalištu pored stalnog ansambla aktivna je i Dječja scena s vlastitim programom.
Hrvatsko kulturno društvo "Napredak" podružnica Zenica od 2010. organizira u sklopu Uskrsnih dana svake godine Tucijadu, natjecanje povodom najvećeg katoličkog praznika Uskrsa. Cilj natjecanja je pronaći sudionika s najtvrđim uskrsnim jajetom, odnosno ljuskom. Natjecanje se održava u prostorijama Hrvatskog doma.
Od 2010. HKD Napredak podružnica Zenica organizira svake godine u sklopu Uskrsnih dana u Hrvatskom domu Festival prirodnih rakija i likera.
Iz Zenice je ansambl srednjovjekovne glazbe, Ansambl Fugato.

## Sport
Zenica ima izuzetnu bazu za razvoj sporta i masovne tjelesne kulture. Zenički sportaši i sportski radnici ostvarili su niz zapaženih rezultata, kako u Bosni i Hercegovini, tako i na međunarodnoj sportskoj pozornici. Nogometni klub "Čelik" dvostruki je osvajač nekadašnjeg Srednjoeuropskog kupa. Od priznavanja Bosne i Hercegovine, tri puta su nogometaši "Čelika" bili prvaci BiH, a u dva navrata osvajači kupa. Značajne rezultate ostvarili su i ragbijaši "Čelika", koji su bili osmerostruki prvaci bivše Jugoslavije, 6 puta su osvojili kup, a "Čelik" je i dvostruki prvak BiH. 
U Zenici djeluje 45 klubova u kojima je zaposleno 35 profesionalaca, a uz njih angažirano jos 186 amaterskih radnika u sportu. Najveći broj aktivnih članova imaju nogometni klubovi. U 8 klubova uključeno je 1375 aktivista. Velik broj aktivnih članova ima i u planinarskim organizacijama (5 klubova 630 članova). Po tri kluba registrirana su u košarci, ragbiju, šahu, invalidskom športu i karateu, a po 2 u boksu, tenisu, odbojci i rukometu. Zenica je i jedini BiH grad u kojem djeluje klub ekstremnih športova (Scorpio), s težištem na alpinizmu i športskom penjanju.
U Zenici se od 1998. u prostorijama Hrvatskog doma "Kralj Tomislav" održava u sklopu Uskrsnih dana Međunarodni šahovski turnir u organizaciji Šahovskog kluba Napredak Zenica. Od 2010. održava se Međunarodni atletski miting "Zenica".
| - aeroklub Zenica - udruženje radio amatera radio klub "Zenica" - atletski klub "Zenica" - biciklistički klub "Zenica-Metalno" - boksački klub "Čelik" - boksački klub "Junior" - bowling klub "Čelik" - bowling klub "Zenikom" (www.bkzenikom.com) - Invalidski odbojkaški klub "BOSNA" - invalidski bowling klub "Amputirac" - judo klub "Policajac" - karate klub "Hasen-Do" - karate klub "Zenica-Mladost" - karate klub "Nico" - košarkaški invalidski klub "Bosna" - klub borilačkih vještina "Isak" - klub ekstremnih športova "Scorpio" - košarkaški klub "Čelik" (žene) - košarkaški klub "Zenica-Čelik" (kkcelik.com) - košarkaški klub "Željezara-Zenica" (žene) - klub sjedeće odbojke "Zenica 92" - malonogomentni klub "Drugari" - nogometni klub "Borac" (Tetovo) | - nogometni klub "Napredak" - nogometni klub "Fortuna" - nogometni klub "Iris" (žene) - nogometni klub "Čelik" (nkcelik.ba) - nogometni klub "Nemila" - nogometni klub "Zenica 97" - nogometni klub "Zlatni ljiljan" - nogometni klub "Željezničar" - odbojkaški klub "Zenica" - plivački klub "Željezara" - plesni klub "Latino" - rafting klub "Žara" - ragbi klub Čelik - ragbi klub "Rudar" - ragbi klub "Zenica 72" - rukometni klub "Čelik" (www.rkcelikzenica.com) - skijaški klub "Zenica" - stolnoteniski klub "Mladost" - stolnoteniski klub "Željezara" - streljački klub "Zenica" - šahovski klub "Čelik" - šahovski klub "Napredak" - šahovski klub "Preporod" - teniski klub "Čelik" - košarkaški klub "Nets" |

## Gradovi prijatelji
Gradovi prijatelji:
- Gelsenkirchen, od 1969.
- Hunedoara, od 28. kolovoza 1974.
- Üsküdar, od 1995.
- Karşıyaka, od 8. veljače 1995.[38]
- Luleå, od 1. listopada 1997.
- Jegersek, od 5. studenoga 1999.
- Fiorenzuola d'Arda, 2. travnja 2001.
- Veles, 9. studenoga 2012.
- Jajce, 20. ožujka 2013.

## Galerija
- Panorama (Bosna i Jalija)
- Gradska arena Zenica
- Željezara
- Stadion Bilino polje
- Pejzaž
- Panorama

## Vanjske poveznice
- Službena stranica Grada Zenica